# Deparia marginalis
Deparia marginalis är en majbräkenväxtart som först beskrevs av Wilhelm B. Hillebrand och som fick sitt nu gällande namn av Masahiro Kato.
Deparia marginalis ingår i släktet Deparia och familjen Athyriaceae. Inga underarter finns listade i Catalogue of Life.